# Belinda Emmett
Belinda Jane "Belle" Emmett (Gosford, Nueva Gales del Sur, Australia, 12 de abril de 1974 - Sídney, Nueva Gales del Sur, Australia, 11 de noviembre de 2006) fue una cantante y actriz australiana, conocida por haber interpretado a Rebecca Fisher en la serie Home and Away.

## Biografía
Belinda es hija de Michael y Laraine Emmett, tiene tres hermanos Matthew, Lesley y el actor Shane Emmett.
Fue muy buena amiga de la actriz Georgie Parker.
En 1998 y con 24 años fue diagnosticada con cáncer de mama, poco después se sometió a cirugía para extirpar un tumor maligno seguido de seis semanas de radioterapia. En el 2001 después de comenzar a sentir dolores de espalda se le descubrió que el cáncer se había esparcido a los huesos.
En 1999 Belinda comenzó a salir con el comediante y presentador Rove McManus, la pareja se comprometió el 17 de julio de 2004 y se casaron el 29 de enero de 2005 en la iglesia Mary Immaculate en Waverley en Sídney. Entre los invitados estuvieron los actores Marcia Hines, Stephen Curry, Merrick Watts y Peter Helliar.
Lamentablemente el 11 de noviembre de 2006 Belinda perdió la batalla contra el cáncer y murió en el Hospital St. Vincent en Sídney. Su funeral fue realizado el 17 de noviembre de 2006 en la iglesia Mary Immaculate donde años atrás se había casado.

## Carrera
En 1994 dio vida a Tracy Russell en la serie Hey Dad..!.
En 1995 se unió al elenco principal de la exitosa serie australiana  Home and Away donde interpretó a Rebecca Fisher, hasta el 11 de agosto de 1999, después de que su personaje decidiera mudarse de la bahía con su esposo Travis Nash. En 1999 Belinda se vio obligada a abandonar la serie luego de ser diagnosticada con cáncer. Anteriormente Rebecca fue interpreta por las actrices Megan Connolly en 1998, Danielle Carter  en 1994 y Jane Hall en 1989.
En el 2000 se unió como personaje recurrente a la serie médica All Saints donde interpretó a Jodi Horner hasta el 2001.
En el 2004 apareció en el video musical "Shower the People", junto a Marcia Hines, el video fue dirigido por Ben Steel.

## Carrera musical
Belinda cantó en una banda llamada "Big Baby Jam". Belinda y Rove crearon la compañía "Hooch Records".
En 1998 lanzó un cover de la canción de Michael Jackson "Off the Wall". También grabó a dueto con Marcia Hines la canción "Shower the People" de James Taylor.
Su primer álbum llamado "So I Am" fue lanzado después de su muerte y alcanzó el puesto número 10 el los ARIA Charts, Este estuvo conformado por 12 canciones coescritas por Belinda u por sus colaboradores Phill Buckle, Andrew Furze entre otros, el álbum fue terminado la semana siguiente de la muerte de Belinda por el productor Daniel Denholm.
La balada de Belinda llamada "Less Than Perfect" fue puesta durante su funeral y se estrenó en la radio poco después, la canción fue coescrita por Andrew Furze y producida por Daniel Denholm.

## Homenajes
El primer ministro de Australia, John Howard, su esposa y Kim Beazley enviaron sus condolencias a la familia de Belinda.
En el 2004 la cantautora Delta Goodrem escribió la canción "Be Strong" para Emmett, después de que fuera diagnosticada con cáncer de hueso.
El 13 de noviembre de 2006 la serie Home and Away le dedicó el episodio a Belinda. El 17 de noviembre del mismo año, incluyó un montaje especial con escenas de Emmett en su papel de Rebecca Fisher-Nash y al finalizar se dio información acerca de la fundación McGrath Foundation. Al final del episodio se podía leer la frase "En memoria de nuestra amiga, Belinda Emmett 1974 - 2006" y mostraban información para que la gente donara dinero para la investigación acerca del cáncer de hueso.
Ese mismo año la serie All Saints le dedicó el episodio "Love & Hate" de la 9.ª temporada.
El programa de la ABC Spicks & Specks mostró un homenaje para la actriz al final de la transmisión del episodio del 15 de noviembre de 2006. En diciembre del 2006 Shane Emmett, el hermano de Belinda cantó la canción "One Sweet Love" en el Carols in the Domain en honor a su hermana.
El dinero obtenido por el disco "So I Am" fue dondado a la fundación "McGrath Foundation" que apoya a enfermeras con cáncer de seno. El 11 de noviembre de 2007 un año después de la muerte de Belinda, su esposo Rove McManus le dedicó un episodio de su show Rove en su memoria.
El 20 de mayo de 2008 la canción de Belinda "Beautiful Thing" fue incluida en el CD "A Celebration in Song: Olivia Newton-John and Friends" de Olivia Newton-John quien le "dedicó la canción con amor", el disco fue creado para obtener donaciones para el centro Wellness en Melbourne, Australia. La canción de Emmett fue extraída de su disco "So I Am".

## Filmografía
- Series de Televisión.:

| Año         | Serie         | Personaje      | Notas         |
| ----------- | ------------- | -------------- | ------------- |
| 2000 - 2001 | All Saints    | Jodi Horner    | 16 episodios  |
| 1995 - 1999 | Home and Away | Rebecca Fisher | 173 episodios |
| 1994        | Hey Dad..!    | Tracy Russell  | 26 episodios  |

- Películas.:

| Año  | Título     | Personaje | Notas                                                                                        |
| ---- | ---------- | --------- | -------------------------------------------------------------------------------------------- |
| 2002 | The Nugget | Cheryl    | junto a Eric Bana, Stephen Curry, Vince Colosimo, Chris Haywood, Glenda Linscott & Jane Hall |

- Radio.:

| Año | Programa      | Notas        |
| --- | ------------- | ------------ |
| -   | Coast Rock FM | presentadora |

- Teatro.:

| Año  | Obra                                    | Personaje | Director (a)      | Teatro         | Notas                                            |
| ---- | --------------------------------------- | --------- | ----------------- | -------------- | ------------------------------------------------ |
| 1994 | Bad Boy Johnny and the Prophets of Doom | -         | Terence O'Connell | Enmore Theatre | junto a Christine Anu, Chris Bailey & Kim Deacon |

## Premios y nominaciones
| Año  | Categoría                                                   | Premio        | Serie         | Resultado |
| ---- | ----------------------------------------------------------- | ------------- | ------------- | --------- |
| 1999 | Logie de oro a la personalidad más popular de la televisión | Premios Logie | Home and Away | Nominada  |
| 1998 | Logie de plata a la actriz más popular                      | Premios Logie | Home and Away | Nominada  |